# Schlaitz
Schlaitz este o comună în Saxonia-Anhalt, Germania